# 朱文運
朱文運（1559年—1596年），號景峰，直隶永平府卢龙县人。明朝政治人物、進士出身。

## 生平
万历七年（1579年）己卯科順天鄉試舉人，萬曆十七年（1589年）己丑成进士，工部觀政，十九年四月初授丹阳知县，二十四年官至南京户部主事。至任六月，奉差於都，因歸省母，竟卒於家。继妻李氏，年二十六夫亡，子济美方九岁，遗橐萧然。李氏事姑孝，撫子济美成諸生，二孫鼎、莊俱有声膠庠，建坊旌表。

## 家族
曾祖朱有。祖朱鑑，青州府知府；父朱侣，肥城训导。